# U-Boot Tipo XXI
Derivato dal tipo XVIII, l'U-Boot tipo XXI (conosciuto anche come "Elektroboot") era una classe di U-Boot della Kriegsmarine progettata per operare stabilmente in immersione, piuttosto che come un battello di superficie che si immergeva temporaneamente per non essere individuato o sferrare un attacco.
Per questa caratteristica e per le sue prestazioni, il tipo XXI rimane la classe di sottomarini tecnologicamente più avanzata della seconda guerra mondiale (pur avendo servito solo per pochi giorni prima della fine del conflitto) ed è considerato il progenitore dei moderni sottomarini: diversi sommergibili realizzati nel dopoguerra dalle maggiori potenze mondiali (in particolare dagli Stati Uniti d'America) furono sviluppati proprio a partire da questo modello.

## Caratteristiche tecniche

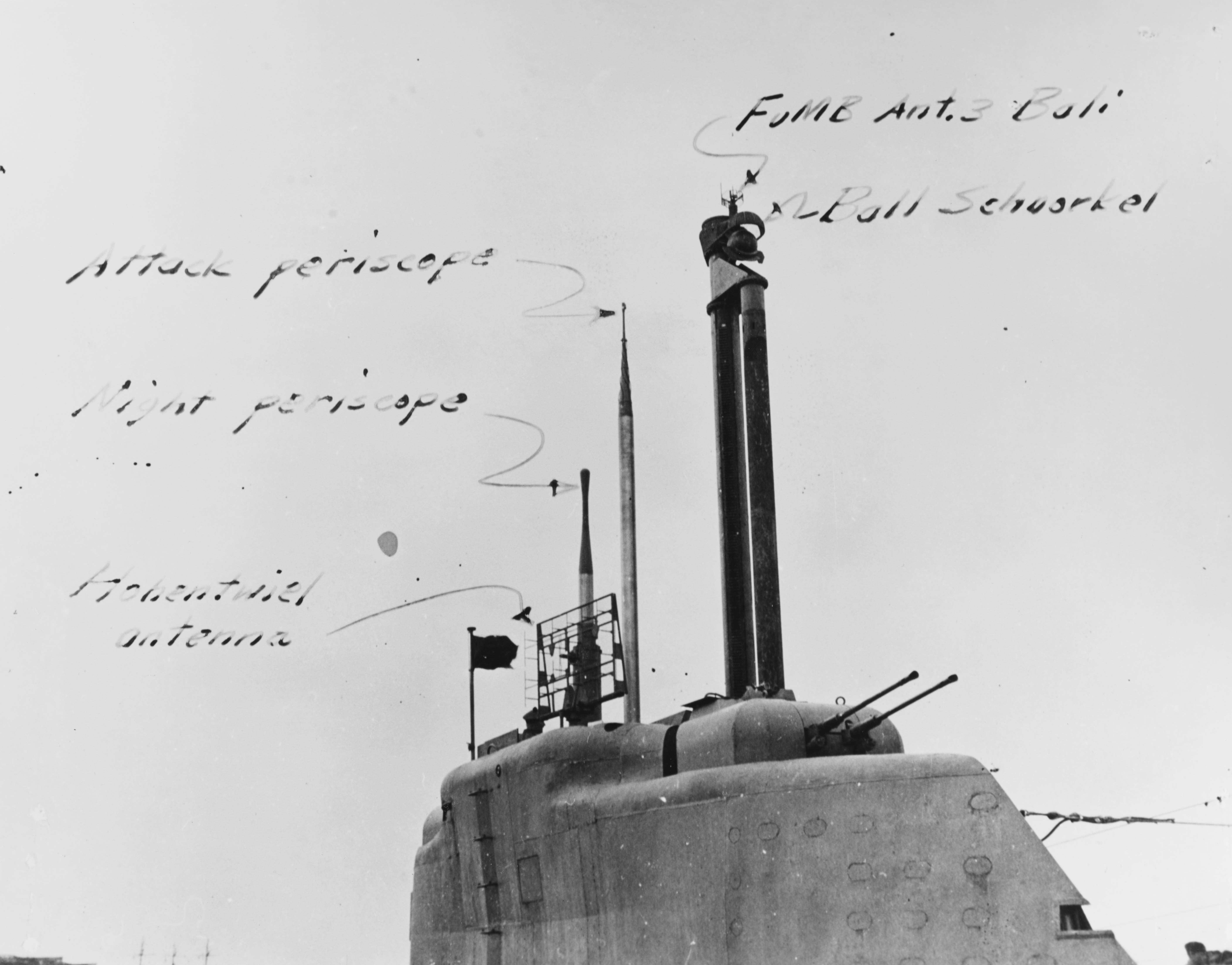
Foto della falsatorre dell'U-3008 con didascalie delle apparecchiature presenti, scattata subito dopo la resa; in primo piano, sono visibili la palla dello snorkel ed il rilevatore di minacce radar FuMB-35 Athos.

Le eccezionali prestazioni in immersione erano merito di un disegno dello scafo fortemente idrodinamico e di batterie elettriche ad alta capacità (circa 3 volte superiore a quelle montate sul tipo VIIC) che garantivano un'autonomia dai 2 ai 3 giorni in immersione prima di dover essere ricaricate tramite snorkel (operazione che prendeva circa 5 ore di tempo). A livello di progettazione, un'evidente conseguenza di questo profilo operativo fu la rimozione del cannone sul ponte, considerato comunque un'arma ausiliaria anche nelle classi precedenti; altre migliorie rilevanti furono l'incremento dello spazio interno destinato alle scorte di siluri e, soprattutto, l'installazione di un sistema idraulico per la ricarica rapida contemporanea di tutti e sei i tubi lanciasiluri che garantiva al tipo XXI un volume di fuoco di 18 siluri in meno di 20 minuti.
Il battello era dotato, inoltre, di un rivelatore di minacce radar, il FuMB-35 Athos, realmente affidabile e versatile, poiché dotato anche di un visore a tubo catodico e non solo di allarmi sonori come i modelli precedenti.

## Impiego operativo

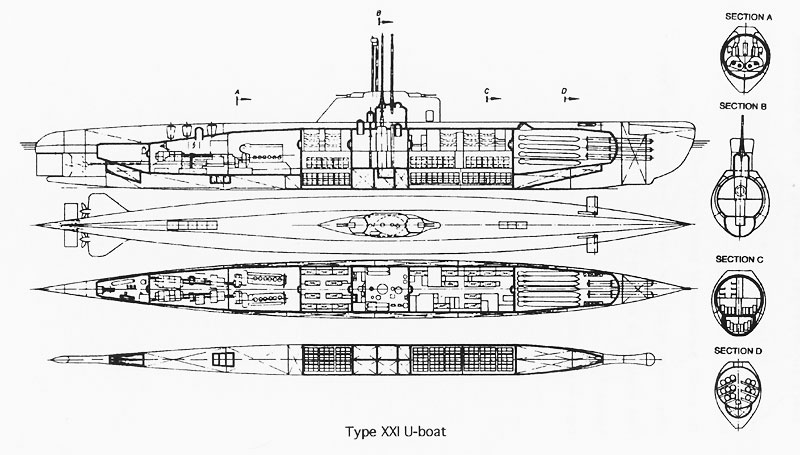
Diagramma di prospetto e pianta in sezione del battello.

La notevole velocità in immersione (17 nodi, quasi il doppio rispetto alle classi precedenti) grazie all'utilizzo del motore diesel anche in questa circostanza operativa e l'ampio raggio d'azione rendevano i sottomarini di questa classe particolarmente difficili da individuare e distruggere, fornendo alla marina tedesca un innegabile vantaggio tattico. Ma, di contro, la tecnologia rivoluzionaria e il complesso processo di produzione ebbero come conseguenza che soltanto 2 (l'U-2511 e l'U-3008) delle 118 unità costruite sarebbero divenute operative prima della fine del conflitto.
L'ammiraglio Dönitz - comandante della flotta sottomarina tedesca - contava molto su questi mezzi per riequilibrare le sorti delle operazioni in Atlantico, ma diverse imbarcazioni furono distrutte subito dopo il completamento: 17 battelli furono distrutti in porto tra il dicembre 1944 e il maggio 1945. Per gli altri sottomarini, ci fu appena il tempo di racimolare gli equipaggi ed iniziare le prime crociere di addestramento, prima che i battelli venissero catturati dagli Alleati, i quali li analizzarono accuratamente mettendo a frutto le conoscenze acquisite nella progettazione di nuove classi di sommergibili. Per esempio, i sovietici impostarono la loro classe W proprio sul Tipo XXI.
Solo l'U-2511, comandato da Adalbert Schnee, riuscì a salpare per l'Atlantico, il 30 aprile 1945, ma appena quattro giorni dopo, il 4 maggio, ricevette l'ordine di cessare le operazioni di guerra e arrendersi. Il giorno successivo, l'U-2511 raggiunse il porto di Bergen in Norvegia dove si consegnò agli Alleati. Il comandante del sottomarino non mancò comunque di segnalare nel diario di bordo di esser riuscito, la notte prima, ad arrivare a soli 600 m di distanza da un incrociatore inglese (l'HMS Suffolk) scortato da suoi cacciatorpediniere; il tutto senza minimamente esser individuato grazie alle nuove capacità del tipo XXI. Un altro sottomarino della stessa classe, l'U-3008 del capitano Helmut Manseck, condusse invece un pattugliamento avvicinandosi ad un convoglio e simulando un attacco senza essere rilevato, prima di tornare in porto.

## Dopoguerra
Bundesmarine
- U-2540 Wilhelm Bauer

 Marine nationale
- U-2518 Roland Morillot

 Voenno-morskoj flot
- U-3515 B-27
- U-2529 B-28
- U-3035 B-29
- U-3041 B-30

 Royal Navy
- U-3017 HMS N41

 U.S. Navy
- U-2513
- U-3008